# Joanna Cole
Joanna Cole (11 août 1944, Newark (New Jersey) - 12 juillet 2020, Sioux City) est une auteure de littérature jeunesse américaine, principalement connue pour sa série d'ouvrages Le Bus magique qui a donné naissance à la série animée du même nom.

## Biographie
Après avoir exercé plusieurs activités (enseignante, bibliothécaire, employée de Newsweek), Joanna Coles publie en 1971 son premier titre : Cockroaches,.
En 1986 elle publie le premier volume de la série du bus magique :  The magic school bus at the waterworks (traduit en français sous le titre L'autobus magique et la classe à l'eau). La série compte au total 13 titres et a été diffusée à plus de 93 millions d'exemplaires à travers le monde d'après l'éditeur Scholastic.
Elle meurt à 75 ans le 12 juillet 2020 d'une fibrose pulmonaire idiopathique.